# Frank Wätzold
Frank Wätzold (* 1965) ist ein deutscher Ökonom.

## Leben
Er studierte von 1986 bis 1992 Volkswirtschaftslehre und Sonderpädagogik an der FU Berlin mit Abschluss als Diplom-Volkswirt und von 1989 bis 1990 an der London School of Economics. 
Nach der Promotion 1997 zum Dr. rer. pol. an der Freien Universität Berlin war er von 1997 bis 2009 Wissenschaftler am Helmholtzzentrum für Umweltforschung UFZ im Department für Ökonomie (seit 2009 Gastwissenschaftler am Department Ökonomie). Er war von 2009 bis 2010 Professor für Allgemeine Volkswirtschaftslehre und Landschaftsökonomie an der Universität Greifswald. Seit 2010 ist er Professor für Volkswirtschaftslehre, insbesondere Umweltökonomie, an der TU Cottbus.
Seine Forschungsschwerpunkte sind Analyse umweltpolitischer Instrumente einschließlich ihres politischen Entstehungsprozesses und des institutionellen Rahmens, ökonomische Analyse von Strategien und Instrumenten zum Schutz der biologischen Vielfalt, ökologisch-ökonomische Modellierung, Analyse von Politikinstrumenten zum Schutz von Ökosystemdienstleistungen in Industrie- und Entwicklungsländern.

## Schriften (Auswahl)
- Umweltökonomische Konzeptionen bei ökologischer Unsicherheit. Berlin 1998, ISBN 3-428-09246-5.
- mit Alexandra Bültmann: Der Vollzug von Umweltrecht in Deutschland. Ökonomische Analyse und Fallstudien. Marburg 2002, ISBN 3-89518-402-0.
- mit Kathleen Schwerdtner: Why be wasteful when preserving a valuable resource? A review article on the cost effectiveness of European biodiversity conservation policy. Leipzig 2004.
- mit Melanie Mewes, Martin Drechsler, Karin Johst und Astrid Sturm: A systematic approach for assessing spatially and temporally differentiated opportunity costs of biodiversity conservation measures in grasslands. Leipzig 2013.